# 1685년
1685년은 월요일로 시작하는 평년이다.

## 연호
- 청(淸) 강희(康熙) 24년
- 일본(日本) 조쿄(貞享) 2년
- 후 레 왕조(後黎朝) 찐호아(正和) 6년

## 기년
- 류큐(琉球) 쇼테이왕(尚貞王) 17년
- 청(淸) 성조 강희제(聖祖 康熙帝) 24년
- 조선(朝鮮) 숙종(肅宗) 11년
- 후 레 왕조(後黎朝) 희종(熙宗) 10년

## 탄생
- 2월 23일 - 독일에서 태어난 영국의 작곡가 게오르크 프리드리히 헨델. (~1759년)
- 3월 12일 - 아일랜드의 철학자 조지 버클리. (~1753년)
- 3월 31일 - 독일의 작곡가 요한 제바스티안 바흐. (~1750년)
- 10월 1일 - 신성 로마 제국의 황제 카를 6세. (~1740년)
- 10월 26일 - 이탈리아의 작곡가 도메니코 스카를라티. (~1757년)

## 사망
- 2월 6일 - 영국의 스튜어트왕가 군주 찰스 2세. (1630년~)